# クロアチアのカトリック

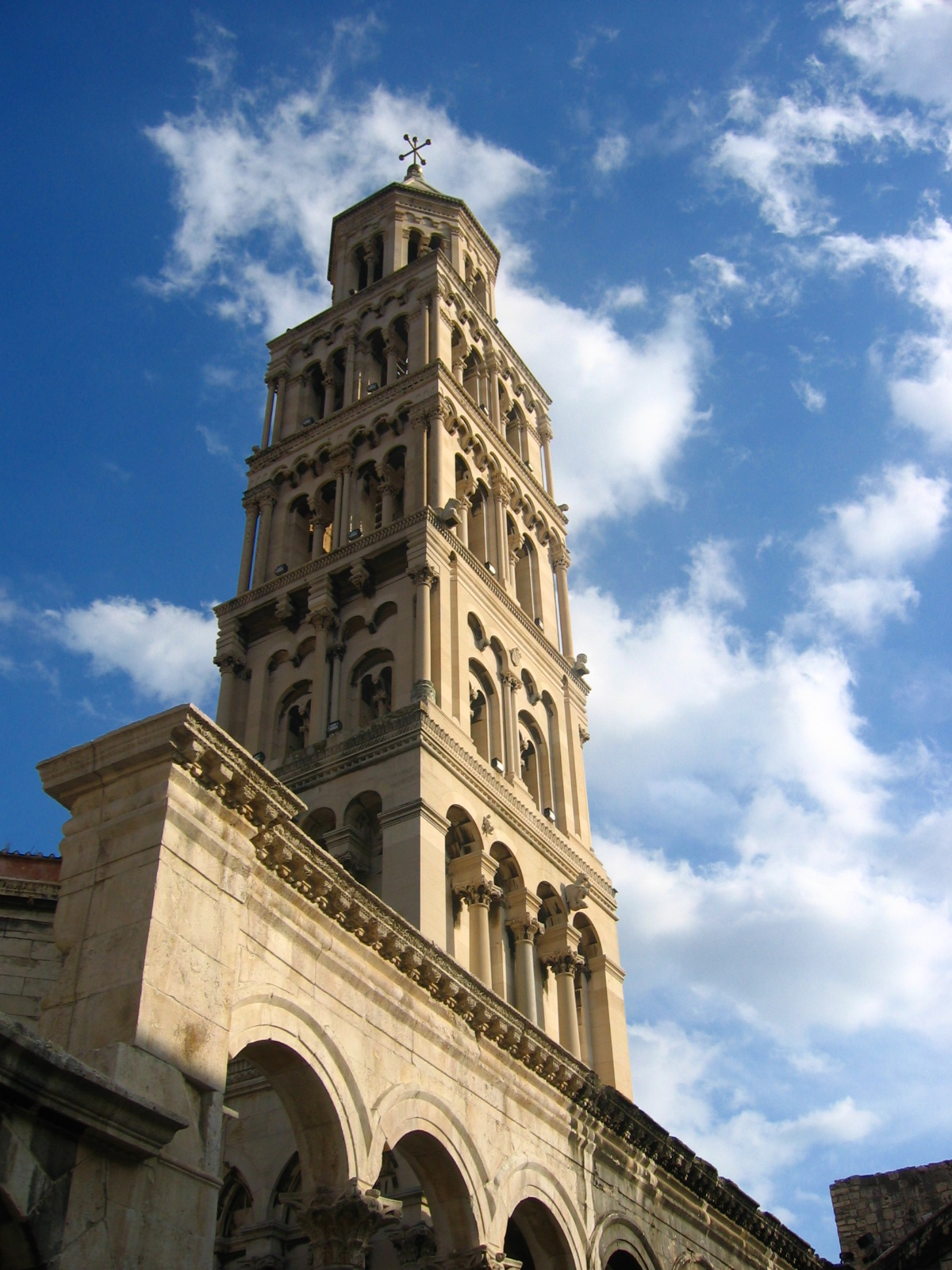
スプリトにある聖ドムニウス大聖堂は世界最古の大聖堂である

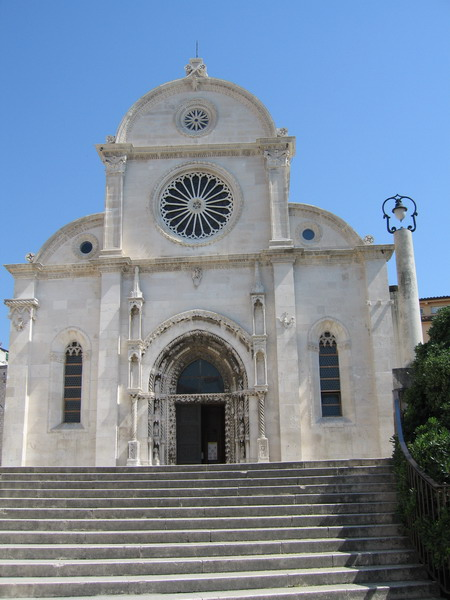
シベニクの聖ヤコブ大聖堂は世界遺産に登録されている。

クロアチアのカトリック教会は、全世界的なカトリック教会の一部であり、ローマにいる教皇の精神的指導下に置かれている。
クロアチアには3百80万人の洗礼を受けたカトリック教徒がいて、全人口の約85%を占める。国家的な聖地はマリヤ・ビストリツァ（Marija Bistrica)である。クロアチア議会（Parliament of Croatia)が1687年に宣言して以来、クロアチアの守護聖人は聖ヨセフである。

## 歴史

### オーストリア帝国やオーストリア・ハンガリー帝国での教会
オーストリア帝国は1855年に教皇庁との間で帝国内のカトリック教会の立場を定めたコンコルダートに調印した。

### ユーゴスラビア王国での教会
ユーゴスラビア王国では、クロアチアの司教たちはユーゴスラビア司教協議会（Bishops' Conference of Yugoslavia)の一員だった。
セルビア正教会はユーゴスラビア王国の事実上の国教として振る舞った。この頃に、一つのセルビア正教会系の教会が住民の殆どがカトリック教徒だったヴィス島に建てられ、住民の一部は正教会に改宗し始めた。

### クロアチア独立国内での教会
1941年に、アンテ・パヴェリッチを最高指導者とする傀儡組織ウスタシャによってクロアチア独立国が建国された。クロアチア独立国は幾つか作られたナチス・ドイツの傀儡国家の一つだった。ウスタシャ体制はセルビア人（彼らは東方正教会のキリスト教徒だった）、ユダヤ人、そしてロマに対して虐殺政策を押し進めた。
クロアチア独立国の建国はローマ・カトリック教会内では多くの関係者に歓迎された。しかしながら、クロアチアのカトリック教会の著名な人物アロイジエ・ステピナツ司教はクロアチア独立国の発展を批判する演説を行った。1942年5月24日に、ウスタシャの役人への苛立ちを強め、彼は説教を行い特定の用法で手紙を出した:

全ての人々と全ての人種は区別無しに神の子である。ジプシー、黒人、ヨーロッパ人、或いはアーリア人には平等の権利がある。この理由で、カトリック教会は常に階級、人種、ナショナリティの理論に基付いた全ての非正義や全ての暴力を非難し続けて来た。劣等人種であるとしてジプシーやユダヤ人を迫害する事は容認出来ない

彼は同様に1943年2月24日にパヴェリッチ本人に直接手紙を出した:

ヤセノヴァッツ収容所は正にクロアチア独立国の汚点です、ポグラヴニク閣下! 私を司祭や司教として見る人々に私はキリストが十字架の上で述べた様に言います、父よ彼らをお許し下さい。彼らは自分達が何をしているのかを知らないのです。

1941年12月には、チェトニックがゴラジュデ付近で五人の修道女（Drina Martyrs)を殺害した。1944年10月25日にユーゴスラビアのパルティザンがダクサ島（Daksa (island))でペタル・ペリツァ（Petar Perica)とマリヤン・ブラジッチを殺害した。パルチザンは1945年1月下旬にヴルゴラツ（Vrgorac)付近で平修士マクシミリヤン・ユルチッチを殺害した。

### 共産主義ユーゴスラビアでの教会
クロアチア人民解放国家反ファシスト委員会(ZAVNOH)は本来は同国においてより大きな宗教的自由の度合いを予見していた。1944年にZAVNOHは学校教育の場での宗教教育の可能性を開いていた。この発案はユーゴスラビアの指導者ヨシップ・ブロズ・ティトーがクロアチア共産党の中央委員会書記長アンドリヤ・ヘブラング(Andrija Hebrang)を取り除いて強硬派のヴラディミル・バカリッチ(Vladimir Bakarić)を据えた後に断念された。
1945年に、引退したドゥブロヴニク司教 (Roman Catholic Diocese of Dubrovnik)ヨシップ・マリヤ・ツァレヴィッチ (Josip Marija Carević)がユーゴスラビア当局によって殺害された。ヨシップ・スレブルニッチ(Josip Srebrnič)司教は二ヶ月間収監された。終戦後、ユーゴスラビアのカトリックの出版物の数は百から僅か三つまで減少した。
1946年には、共産主義体制は教会の登録やその他の書類を没収する『国家登録書籍法』を導入した。1952年1月31日には、共産主義体制は公式に公立学校での全ての宗教教育を禁止した。同年に体制はザグレブ大学(University of Zagreb)のカトリック神学部をも廃止し、それは1991年の民主化まで回復されなかった。
1984年に、カトリック教会はマリヤ・ビストリツァで国家聖体大会を開催した。9月9日に開かれた中央ミサには1100人の司祭や35人の司教や大司教、5人の枢機卿を含めた40万人が参加した。ミサは初期の研究の頃からアロイジエ・ステピナツの友人だったフランツ・ケーニヒ枢機卿によって主導された。1987年にユーゴスラビア司教協議会（Bishops' Conference of Yugoslavia)は政府に対し両親が子供達に宗教教育を行う権利を尊重する様呼び掛ける声明を発表した。

### クロアチア共和国での教会
クロアチアの民主化と独立と共に、クロアチア司教協議会(Croatian Bishops' Conference)が設立された。司教協議会は1997年にクロアチア・カトリック・ラジオ(Croatian Catholic Radioを設立した。

## 聖職位階制
クロアチアでの聖職位階制は次のようになっている:
| 大司教区と司教区                              | クロアチア語の名前                                  | (大)司教            | 設立   | 大聖堂                                      | 公式サイト |
| --------------------------------------------- | --------------------------------------------------- | ------------------- | ------ | ------------------------------------------- | ---------- |
| ザグレブ大司教区                              | Zagrebačka nadbiskupija Archidioecesis Zagrebiensis | Josip Bozanić枢機卿 | 1093年 | ザグレブ大聖堂                              |            |
| クリジェヴツィ教会管区 (ギリシア・カトリック) | Križevačka biskupija                                | Nikola Kekić        | 1777年 | クリジェヴツィ大聖堂 ザグレブ共同大聖堂     |            |
| ヴァラジュディン司教区                        | Varaždinska biskupija                               | Josip Mrzljak       | 1997年 | ヴァラジュディン大聖堂                      |            |
| シサク司教区                                  | Sisačka biskupija                                   | Vlado Košić         | 2009年 | シサク大聖堂                                |            |
| ビェロヴァル・クリジェヴツィ司教区            | Bjelovarsko-križevačka biskupija                    | Vjekoslav Huzjak    | 2009年 | ビェロヴァル大聖堂 クリジェヴツィ共同大聖堂 |            |
| ジャコヴォ・オシエク大司教区                  | Đakovačko-osiječka nadbiskupija                     | Marin Srakić        | 4世紀  | ジャコヴォ大聖堂                            |            |
| ポジェガ司教区                                | Požeška biskupija Dioecesis Poseganus               | Antun Škvorčević    | 1997年 | ポジェガ大聖堂                              |            |
| スレム司教区 (セルビア領内にある)             | Srijemska biskupija                                 | Djuro Gašparović    | 2008年 |                                             |            |
| リエカ大司教区                                | Riječka nadbiskupija                                | Ivan Devčić         | 1920年 | リエカ大聖堂                                |            |
| ゴスピッチ・セニ司教区                        | Gospićko-senjska biskupija                          | Mile Bogović        | 2000年 | ゴスピッチ大聖堂 セニ共同大聖堂             |            |
| クルク司教区                                  | Krčka biskupija                                     | Valter Župan        | 900年  | クルク大聖堂                                |            |
| ポレッチ・プーラ司教区                        | Porečko-pulska biskupija                            | Ivan Milovan        | 3世紀  | エウフラシウス聖堂 プーラ大聖堂             |            |
| スプリト・マカルスカ大司教区                  | Splitsko-makarska nadbiskupija                      | Marin Barišić       | 3世紀  | スプリト大聖堂 スプリト共同大聖堂           |            |
| ドゥブロヴニク司教区                          | Dubrovačka biskupija                                |                     | 990年  | 使徒座空位                                  |            |
| フヴァル司教区                                | Hvarska biskupija                                   | Slobodan Štambuk    | 12世紀 | フヴァル大聖堂                              |            |
| コトル司教区 (モンテネグロ領内にある)         | Kotorska biskupija                                  | Ilija Janjić        | 10世紀 | コトル大聖堂                                |            |
| シベニク司教区                                | Šibenska biskupija                                  | Ante Ivas           | 1298年 | シベニク大聖堂                              |            |
| ザダル大司教区                                | Zadarska nadbiskupija                               | Želimir Puljić      | 1054年 | ザダル大聖堂                                |            |
| Military Ordinariate                          | Vojni ordinarijat                                   | Juraj Jezerinac     | 1997年 |                                             |            |

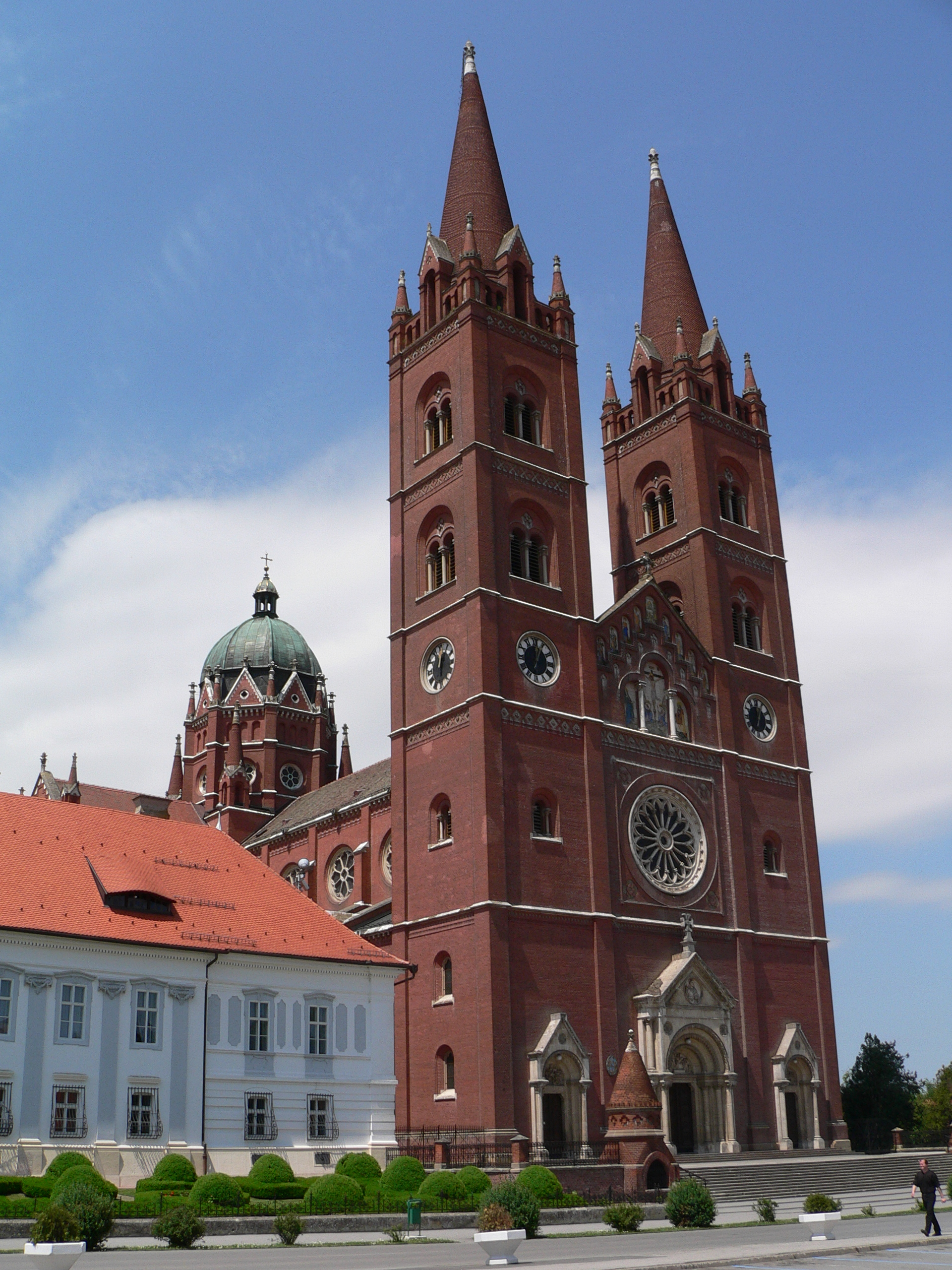
スラヴォニアにあるジャコヴォのストロスマイヤー大聖堂

司教はクロアチア司教協議会に加盟しており、ジャコヴォ・オシエク大司教のマリン・スラキッチ(Marin Srakić)が議長を務めている。
クロアチアには歴史的な司教管轄区もある:
- Roman Catholic Diocese of Senj-Modruš

## フランシスコ会
同国には3つのフランシスコ会の教会管区がある:
- ザグレブを拠点とする聖キュリロスとメトディオス教会管区(Croatian Franciscan Province of Saints Cyril and Methodius)
- ザダルを拠点とするフランシスコ会聖ヒエロニムス教会管区(Franciscan Province of St. Jerome)そして
- スプリトを拠点とするフランシスコ会最聖教会管区(en:Franciscan Province of the Most Holy Redeemer)

## その他の修道会
- クロアチア・ドミニコ会教会管区(Croatian Dominican Province)
- クロアチア・イエズス会教会管区(Croatian Province of the Society of Jesus)
- クロアチア・サレジオ会教会管区(Croatian Salesian Province of Saint Don Bosco)
- クロアチア・聖なる父ヨセフのカルメル会教会管区(Croatian Carmelite Province of Saint Joseph the Father)

## クロアチア人の巡礼地
- アリマシュ(Aljmaš, Croatia)
- ルドブレグ
- マリヤ・ビストリツァ聖母神殿(Our Lady of Marija Bistrica)
- シニの聖母(Our Lady of Sinj)
- トゥルサト(Trsat)

## 著名人
- Franjo Šeper
- アロイジエ・ステピナツ
- Josip Juraj Strossmayer
- Juraj Dobrila
- Franjo Kuharić （en:Josip Bozanić 枢機卿の前任者）
- Ivan Merz （祝福された平信徒でカトリックの活動家）
- Antun Mahnić （クロアチア・カトリック運動 (Croatian Catholic Movement) の創始者）